# Crematogaster ashmeadi
Crematogaster ashmeadi är en myrart som beskrevs av Mayr 1886. Crematogaster ashmeadi ingår i släktet Crematogaster och familjen myror. Inga underarter finns listade i Catalogue of Life.

## Bildgalleri

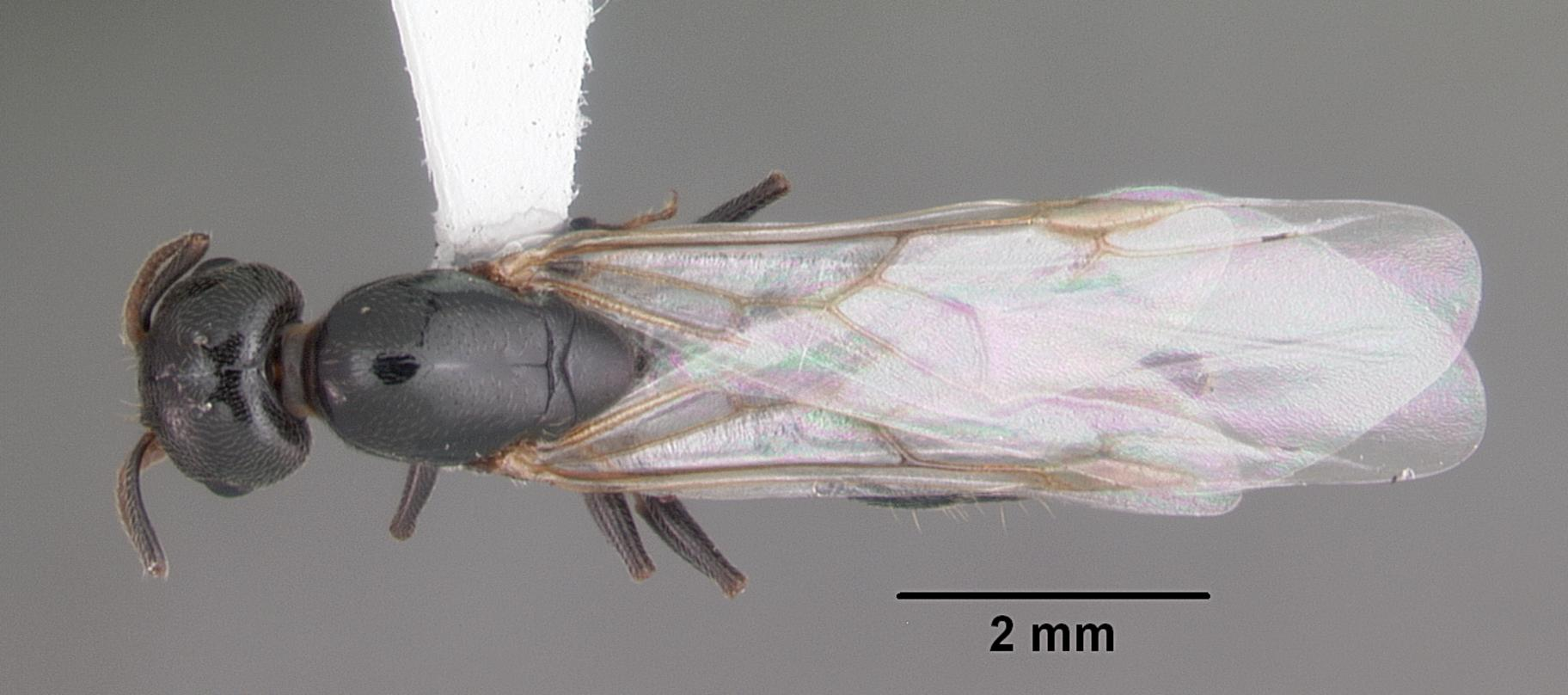
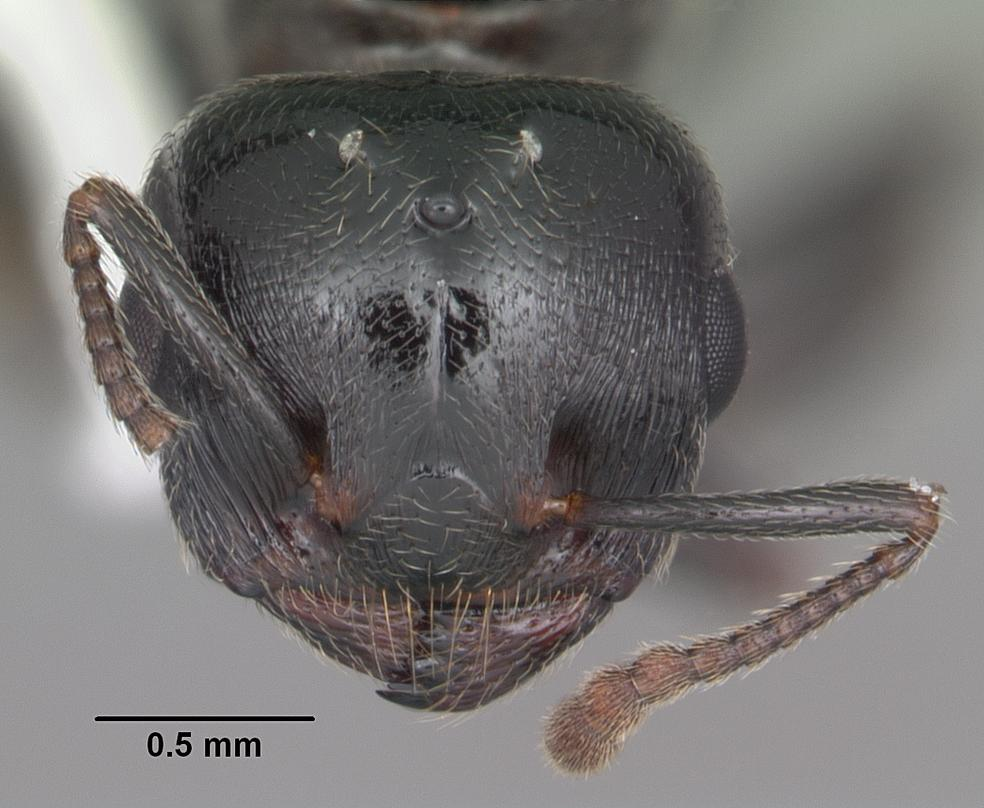
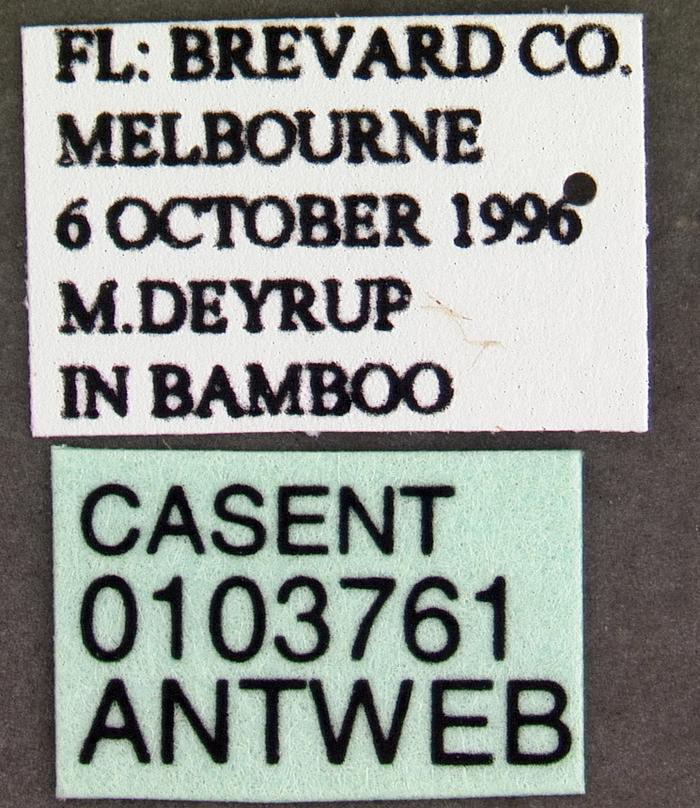
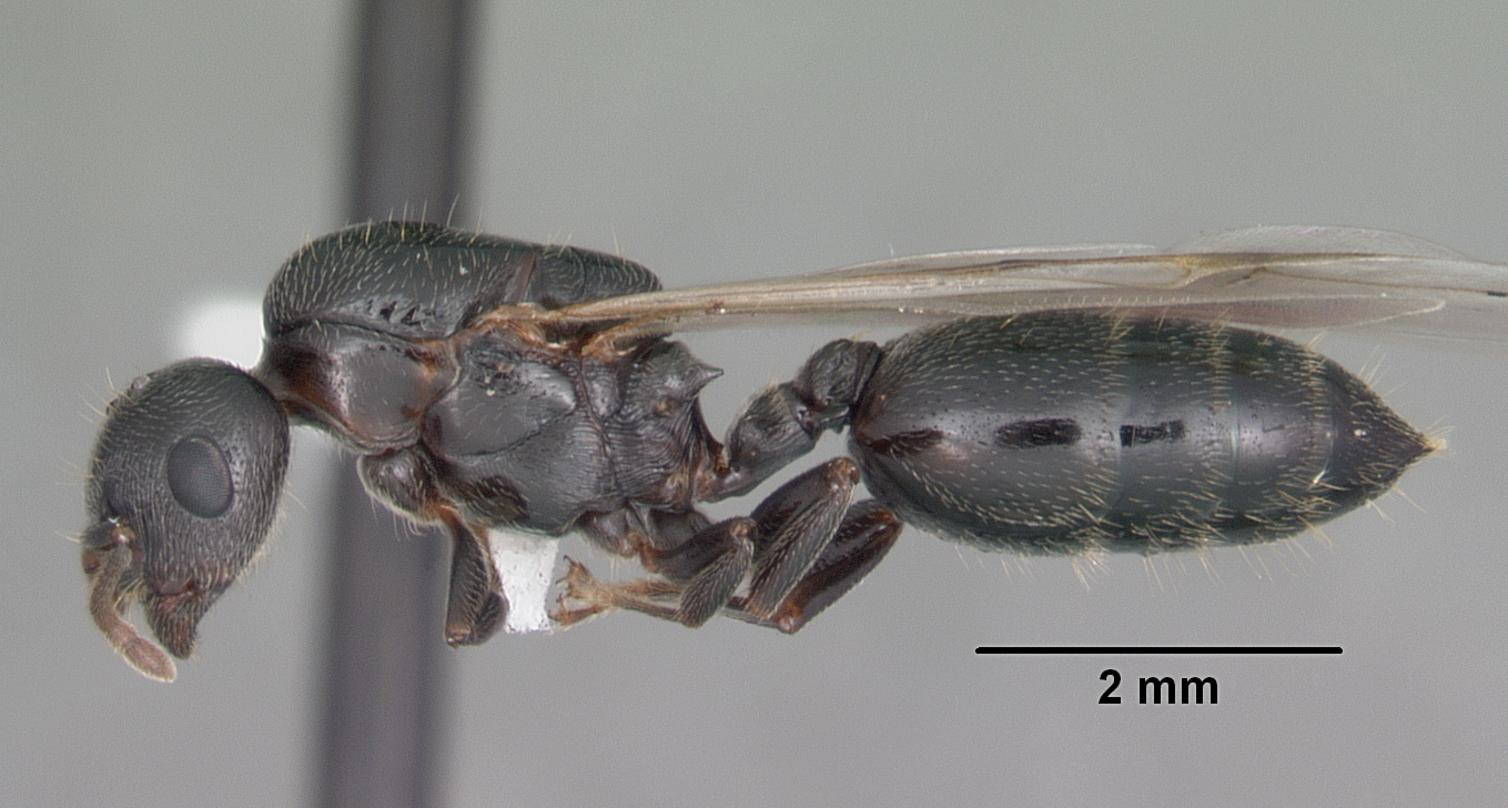
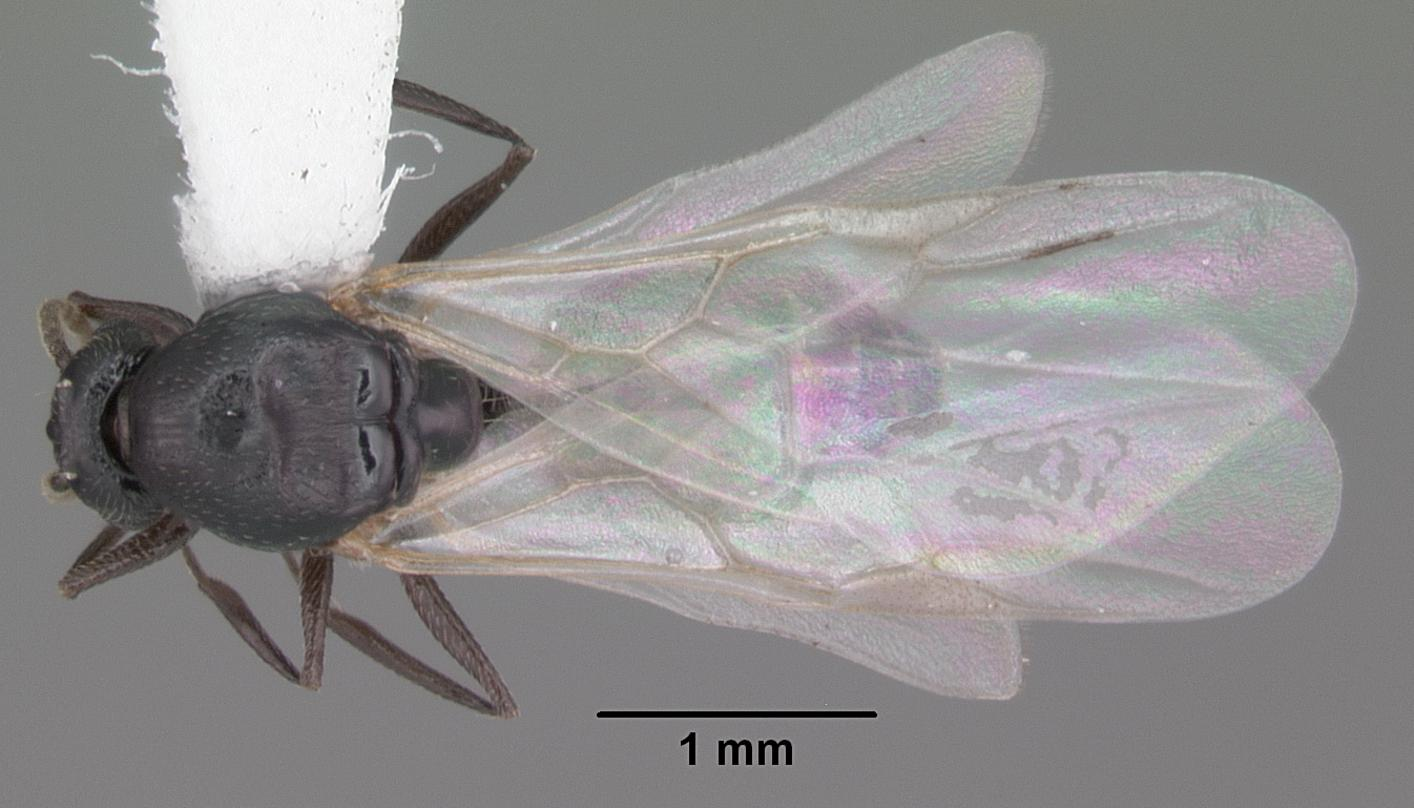
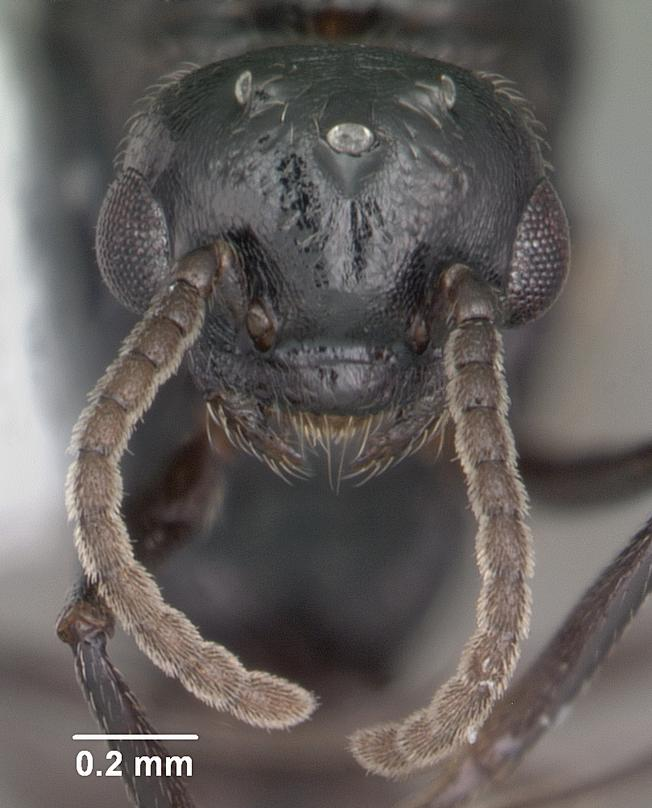